# 촉수

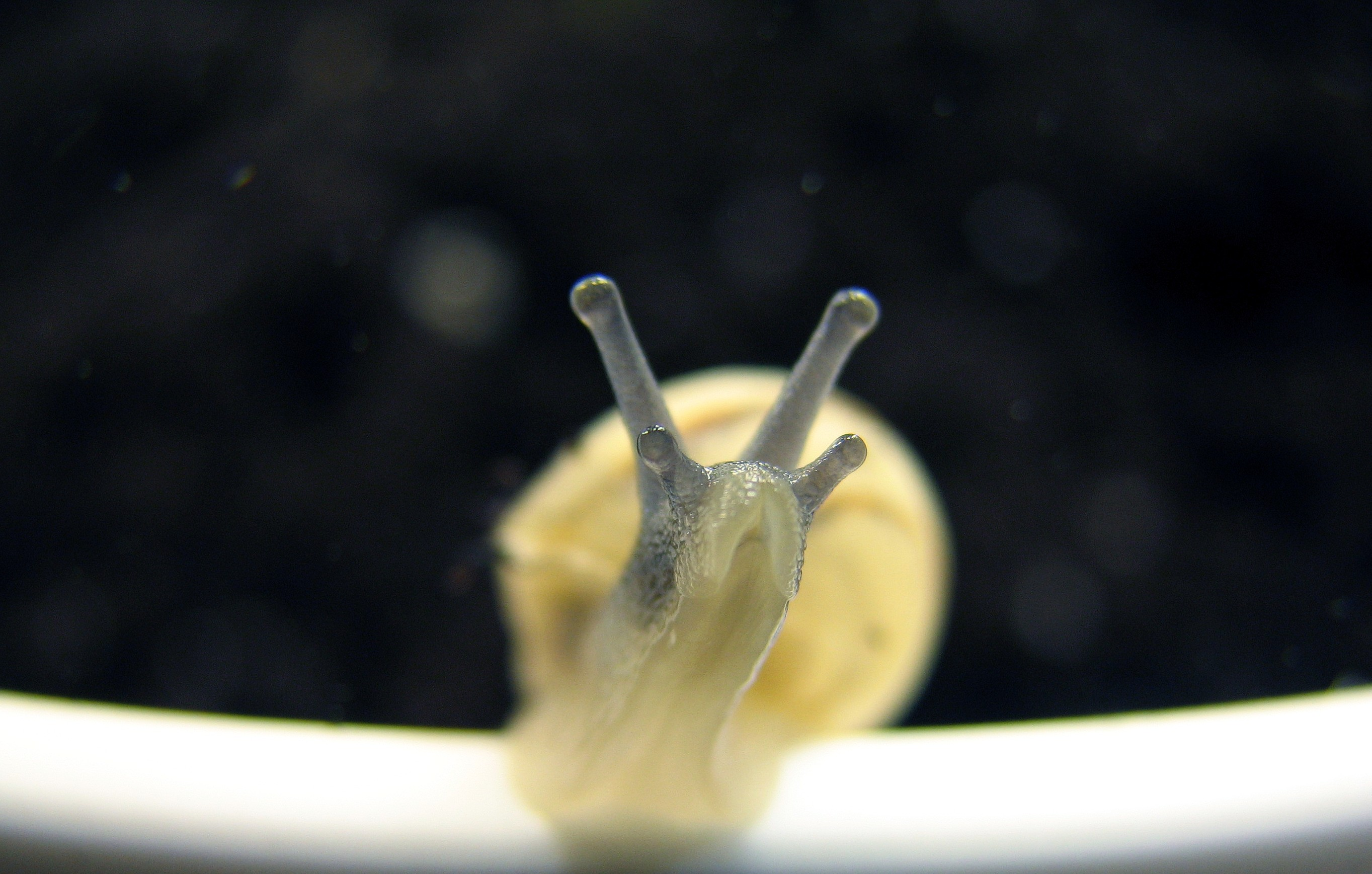

촉수(觸手)는 주로 무척추동물과 같은 하등동물의 입주변에 있는 근육성의 가늘고 길게 돌출되어 있는 돌기를 말한다. 말미잘, 해파리와 같은 강장동물에서 주로 볼 수 있다. 호흡기, 포식기, 감각기의 역할을 하며, 먹이가 되는 작은 동물에 닿으면 먹이를 감거나, 때로는 촉수 중에 있는 자사로 액체를 배출해서 먹이를 약화시킨 후에 입으로 운반하여 먹는다.